# Geógrafo Bávaro
Geógrafo Bávaro (en latín Geographus Bavarus) es un autor anónimo bautizado así por Jan Potocki en 1796. Escribió el documento Descriptio civitatum et regionum ad septentrionalem plagam Danubii ("Descripción de ciudades y regiones al norte del Danubio"), que descubrió en Múnich el conde Louis-Gabriel Du Buat-Nançay, embajador de Luis XV en el Electorado de Sajonia, después de que la familia Wittelsbach lo adquiriera tras haberlo comprado al anticuario Hermann Schädel (1410-85) en 1571. Este documento fue muy estudiado en el siglo XIX por historiadores como Nikolái Karamzín o Joachim Lelewel.  El documento enumera las tribus de la Europa central y oriental, la mayoría eslavas. El historiador Henryk Łowmiański ha demostrado que el documento se divide en dos partes redactadas en dos momentos diferentes y que podrían atribuirse a dos autores.
Hay dos teorías sobre el lugar de redacción del documento, una lo sitúa en Ratisbona, y para los historiadores contemporáneos el documento en sí provendría del Codex Reginbertinus II, compilado en el siglo IX en la biblioteca de la abadía Reichenau entre 830 y 850. Para el historiador ruso Alexandre Nazarenko, habría sido redactado en los años 870 para la visita de San Metodio a Reichenau y se relacionaría con misiones evangélicas en territorios eslavos.

## Descriptio civitatum et regionum ad septentrionalem plagam Danubii[8]

### Parte 1
Descriptio civitatum et regionum ad septentrionalem plagam Danubii.

(1) Isti sunt qui propinquiores resident finibus Danaorum, quos vocant Nortabtrezi (abodritas), ubi regio, in qua sunt civitates LIII per duces suos partite.

(2) Uuilci (veletos), in qua civitates XCV et regiones IIII.

(3) Linaa est populus, qui habet civitates VII.

(4-6) Prope illis resident, quos vocant Bethenici et Smeldingon (esmeldingos) et Morizani, qui habent civitates XI.

(7) Iuxta illos sunt, qui vocantur Hehfeldi (hevelios), qui habent civitates VIII.

(8) Iuxta illos est regio, que vocatur Surbi (sorbios), in qua regione plures sunt, que habent civitates L.

(9) Iuxta illos sunt quos vocant Talaminzi (glomacze), qui habent civitates XIII.

(10) Beheimare (bohemios), in qua sunt civitates XV.

(11) Marharii (moravos) habent civitates XL.

(12) Uulgarii (búlgaros) regio est inmensa et populus multus habens civitates V, eo quod mutitudo magna ex eis sit et non sit eis opus civitates habere.

(13) Est populus quem vocant Merehanos (meherani), ipsi habent civitates XXX.

Iste sunt regiones, que terminant in finibus nostris.

### Parte 2
Isti sunt, qui iuxta istorum fines resident.

(14) Osterabtrezi (abodritas), in qua civitates plus quam C sunt.

(15) Miloxi, in qua civitates LXVII.

(16) Phesnuzi habent civitates LXX.

(17) Thadesi (¿tadeslo?) plus quam CC urbes habent.

(18) Glopeani (goplanos), in qua civitates CCCC aut eo amplius.

(19) Zuireani habent civitates CCCXXV.

(20) Busani (buzhanos) habent civitates CCXXXI.

(21) Sittici regio inmensa populis et urbibus munitissimis.

(22) Stadici, in qua civitates DXVI populousque infinitus.

(23) Sebbirozi habent civitates XC.

(24) Unlizi (ulicios) populus multus civitates CCCCXVIII.

(25) Neriuani habent civitates LXXVIII.

(26) Attorozi habent civitates CXLVIII, populus ferocissimus.

(27) Eptaradici (siete tribus eslavas) habent civitates CCLXIII.

(28) Uuilerozi habent civitates CLXXX.

(29) Zabrozi habent civitates CCXII.

(30) Znetalici habent civitates LXXIIII.

(31) Aturezani habent civitates CIIII.

(32) Chozirozi habent civitates CCL.

(33) Lendizi (lędzianie) habent civitates XCVIII.

(34) Thafnezi habent civitates CCLVII.

(35) Zeriuani, quod tantum est regnum, ut ex eo cuncte genetes Sclauorum exorte sint et originem, sicut affirmant, ducant.

(36) Prissani civitates LXX.

(37) Uelunzani (wolinios) civitates LXX.

(38) Bruzi (prusios) plus est undique quam de Enisa ad Rhenum

(39) Uuizunbeire (búlgaros del Volga)

(40) Caziri (jázaros) civitates C.

(41) Ruzzi (rus').

(42) Forsderen.

(43) Liudi (drevlianos).

(44) Fresiti.

(45) Serauici.

(46) Lucolane.

(47) Ungare (húngaros).

(48) Uuislane (vistulanos).

(49) Sleenzane (silesios) civitates XV.

(50) Lunsizi (lusacios) civitates XXX.

(51) Dadosesani (Dziadoszanie) civitates XX.

(52) Milzane (milcenos) civitates XXX.

(53) Besunzane (pšovanos) civitates II.

(54) Uerizane civitates X.

(55) Fraganeo (Praga) civitates XL.

(56) Lupiglaa (Głubczyce) civitates XXX.

(57) Opolini (opolanos) civitates XX.

(58) Golensizi civitates V.

## Para saber más
- Le comte du Buat, Histoire ancienne des peuples de l'Europe, T. 11. Paris 1772
- J. Potocki, Fragments historiques et géographiques sur la Scythie, Sarmatie, et les Slaves, Brunsvic 1796
- V. von Keltsch, Der bairische Geograph, Alpreussische Monatsschr., 23 (1886), s. 507 n.
- A. Králiček, Der s.g. bairische Geograph und Mahren, Zeitschr d. Vereins f. die Geschichte Mahrens u. Schlesiens II (1898), s. 216-235, 340-360
- S. Zakrzewski, Opis grodów i terytoriów z północnej strony Dunaju czyli tzw. Geograf bawarski, Lwów 1917
- E. Kucharski, Polska w zapisce karolińskiej zwanej niewłaściwie "Geografem bawarskim", [w:] Pamiętnik IV powszechnego Zjazdu historyków polskich, t. I, Lwów 1925, sekcja II, s. 111;
- E. Kucharski, Zapiska karolińska zwana niewłaściwie "Geografem bawarskim", Sprawozdania Tow. Nauk. we Lwowie, t. V (1925), s. 81-86
- A. V. Nazarenko. Nemetskie latinoyazychnye istochniki IX-XI vekov: teksty, perevod, kommentarii. Moscow, 1993
- W. Fritze, Die Datierung des Geographus Bavarus, Zschr f. Slavische Philologie, 21, Heft 2 (1952), s. 326-242
- Henryk Łowmiański, O pochodzeniu Geografa bawarskiego, Roczniki Historyczne, R. 20, 1955, s. 9-58; reed: w: Studia nad dziejami Słowiańszczyzny, Polski i Rusi w wiekach średnich, Wydawnictwo Naukowe Uniwersytetu im. Dama Mickiewicza, Poznań 1986, s. 104-150, ISSN 0554-8217
- Henryk Łowmiański, O identyfikacji nazw Geografa bawarskiego, Studia Źródłoznawcze, t. III: 1958, s. 1-22; reed: w: Studia nad dziejami Słowiańszczyzny, Polski i Rusi w wiekach średnich, Wydawnictwo Naukowe Uniwersytetu im. Dama Mickiewicza, Poznań 1986, s. 151-181, ISSN 0554-8217
- Gerhard Billig, Zur Rekonstruktion der ältesten slawischen Burgbezirke im obersächsisch-meißnischen Raum auf der Grundlage des Bayerischen Geographen, Neues Archiv für sächsische Geschichte 66 (1995), s. 27-67
- Jerzy Nalepa, O nowszym ujęciu problematyki plemion słowiańskich u "Geografa Bawarskiego". Uwagi krytyczne, Slavia Occidentalis, T. 60 (2003), s. 9-6

- Datos: Q646153
- Multimedia: Bavarian Geographer / Q646153